# Alpen-Helmkraut
Das Alpen-Helmkraut (Scutellaria alpina) ist eine Pflanzenart aus der Gattung der Helmkräuter (Scutellaria) innerhalb der Familie der Lippenblütler (Lamiaceae).

## Beschreibung

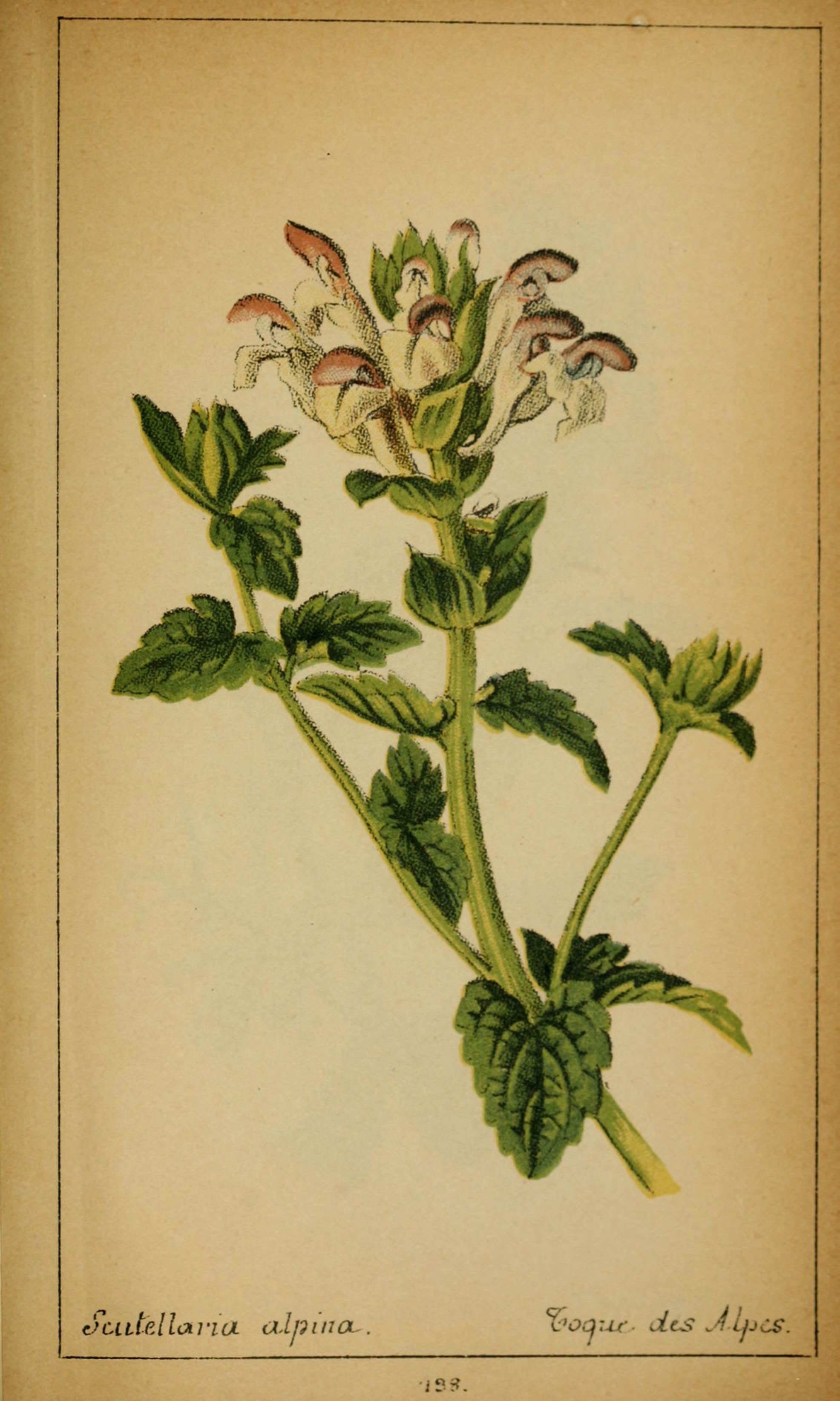
Illustration aus Choix de plantes de l'Europe centrale et particulièrement de la Suisse et de la Savoie, Tafel 138

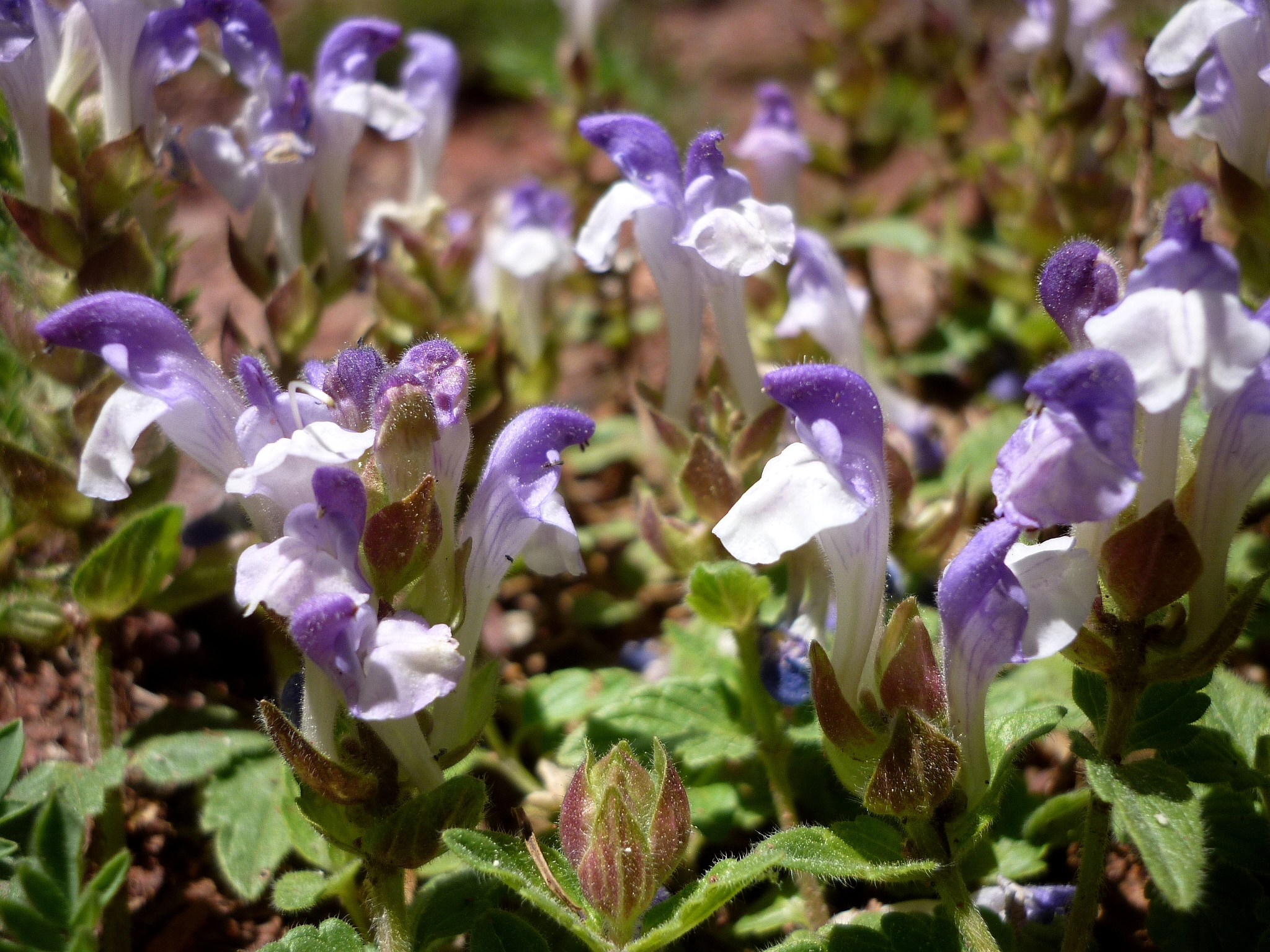
Blütenstände mit zygomorphen Blüten

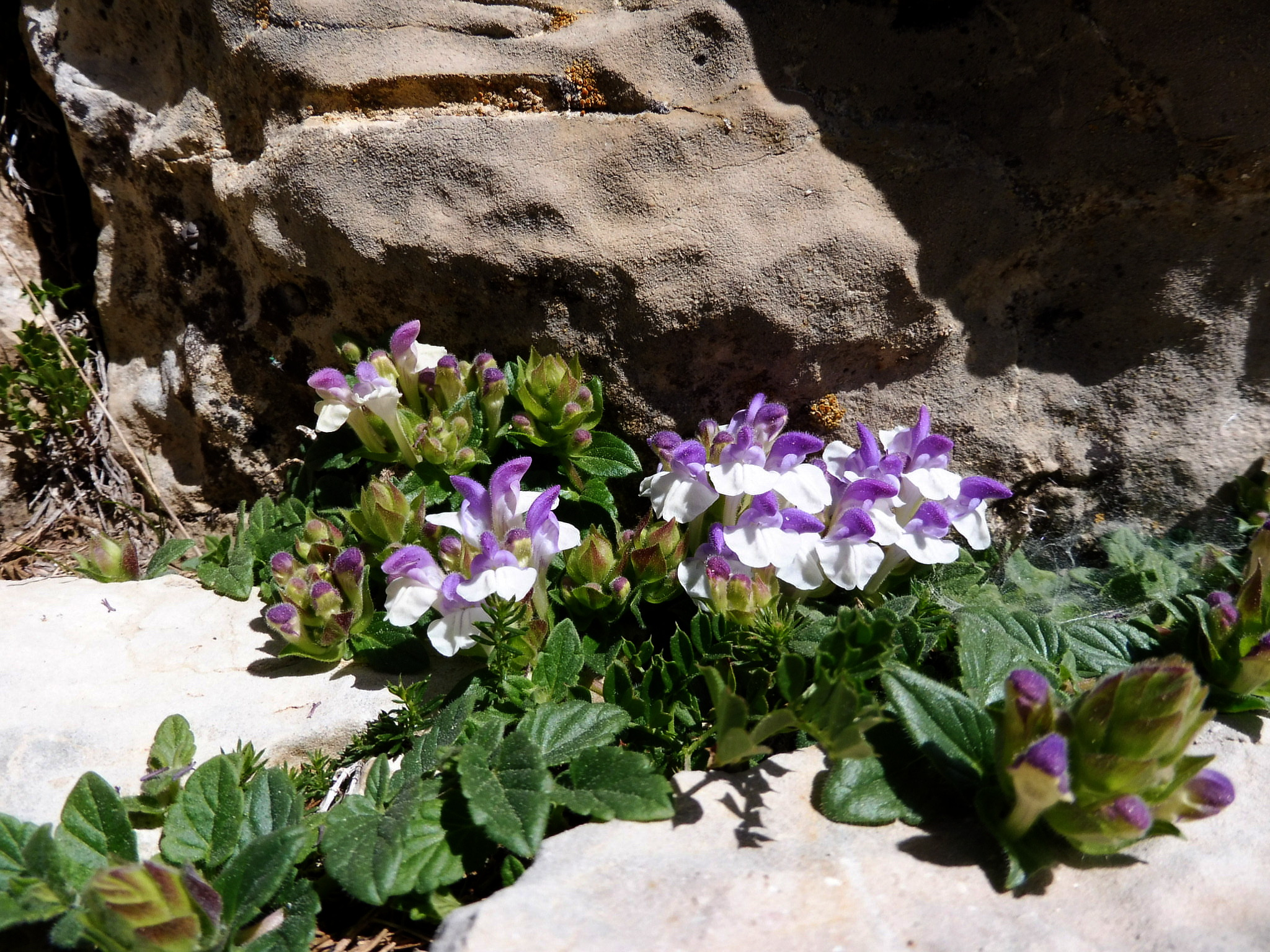
Habitus im Habitat

### Vegetative Merkmale
Das Alpen-Helmkraut ist eine ausdauernde krautige Pflanze und erreicht Wuchshöhen von 10 bis 40 Zentimetern. Der niederliegend-aufsteigende, verzweigte Stängel ist abstehend behaart und an seiner Basis verholzend.
Die gegenständig angeordneten Laubblätter sind in Blattstiel und -spreite gegliedert. Der Blattstiel ist bei einer Länge von 1 bis 3 Millimeter relativ kurz und bei den unteren Laubblättern bis zu 8 Millimeter lang. Die einfache Blattspreite ist bei einer Länge von 2 bis 3 Zentimetern eiförmig mit gerundeter bis herzförmiger Spreitenbasis und stumpf-gekerbtem bis -gekerbten Blattrand.

### Generative Merkmale
In der Schweiz reicht die Blütezeit von Juni bis August. Die Blüten befinden sich in einem endständigen, dichten, vierseitigen, ährigen Blütenstand. Der Blütenstand ist 3 bis 6 Zentimeter lang und zur Fruchtzeit bis über 10 Zentimeter lang. Die dachziegelartig übereinanderstehenden Tragblätter sind rötlich oder oft violett, eiförmig, relativ groß und ganzrandig, aber länger als der Kelch. Der Blütenstiel ist bei einer Länge von 3 bis 6 Millimeter relativ kurz und flaumig behaart.
Die zwittrigen Blüten sind zygomorph und fünfzählig mit doppelter Blütenhülle. Der zweilippige Kelch hat auf der Oberseite eine 2 bis 5 Millimeter lange Schuppe. Die blauviolette Krone hat eine teilweise weiße Unterlippe und ist 2,5 bis 3 Zentimeter lang. Die aufwärts gebogene Kronröhre ist drüsig behaart und oberwärts aufgebaucht. Die Oberlippe ist helmförmig, die Unterlippe ist 6 bis 8 Millimeter lang, gerade vorgestreckt und hat durch spitze Buchten abgetrennte Seitenlappen. Die Staubblätter sind unter der Oberlippe verborgen.
Die gestielten Klausen sind dicht grau filzig behaart.
Die Chromosomenzahl beträgt 2n = 24.

## Ökologie
Bestäuber sind besonders Bombus alticola und Bombus derhamellus. Die Kronröhre wird auch öfter von kurzrüsseligen Hummeln angebissen.

## Vorkommen
Das Verbreitungsgebiet des Alpen-Helmkraut umfasst die Seealpen bis zu den Venezianischen Alpen sowie die Pyrenäen, den Apennin und den Balkan. Es gibt Fundortangaben für Spanien, Andorra, Frankreich, Italien, die Schweiz, Deutschland, das ehemalige Jugoslawien, Albanien, Bulgarien, Rumänien sowie Griechenland.
Häufige Standorte des Alpen-Helmkraut sich Felsschutt und lückige Rasen über Kalkstein. Das Alpen-Helmkraut findet ihr Optimum in Pflanzengesellschaften des Verbands Seslerion variae. Das Alpen-Helmkraut wächst meist in Höhenlagen von 1500 bis 2300 Metern und kommt vereinzelt an Südhängen auch bis 2500 Meter vor.
Die ökologischen Zeigerwerte nach Landolt et al. 2010 sind in der Schweiz: Feuchtezahl F = 2 (mäßig trocken), Lichtzahl L = 5 (sehr hell), Reaktionszahl R = 5 (basisch), Temperaturzahl T = 2 (subalpin), Nährstoffzahl N = 2 (nährstoffarm), Kontinentalitätszahl K = 4 (subkontinental).

## Taxonomie
Die Erstveröffentlichung von Scutellaria alpina erfolgte 1753 durch Carl von Linné in Species Plantarum, Tomus II, S. 599. Synonyme für Scutellaria alpina L. sind: Cassida alpina (L.) Moench, Scutellaria albida Benth., Scutellaria compressa A.Ham. Scutellaria jabalambrensis Pau, Scutellaria lupulina L., Scutellaria variegata A.Spreng.. Scutellaria viscida A.Spreng., Scutellaria alpina var. lupulina (L.) Nyman, Scutellaria alpina var. prostrata Trautv., Scutellaria alpina var. pumila Lange, Scutellaria alpina subsp. jabalambrensis Rivas Mart., Scutellaria alpina subsp. olympica Stoj. & Jordanov.